# Харун ел Рашид
Харун ел Рашид (арап. هارون الرشيد; Рај, 17. март 763 — Тус, 24. март 809) је био пети и најпознатији абасидски халиф. Владао је од 786. до 809, и његово време је остало забележено по научном, културном и верском напретку. Успешно ратовао против Византије и Хазара, размењивао дарове с Карлом Великим и одржавао дипломатске односе с Кином. Уметност и музика су такође цветали. Његов лик идеализован у арапској народној поезији и "Причама из 1001 ноћи".
Харун је основао легендарну библиотеку Бајт ел-Хикма („Кућа мудрости“) у Багдаду у данашњем Ираку, а током његове владавине Багдад је почео да цвета као светски центар знања, културе и трговине. Током његове владавине, породица Бармакида, која је играла одлучујућу улогу у успостављању Абасидског калифата, постепено је опадала. Године 796, преселио је свој двор и владу у Раку у данашњој Сирији.
Франачка мисија је дошла да понуди Харуну пријатељство 799. Харун је послао разне поклоне са изасланицима када су се вратили на двор Карла Великог, укључујући сат који су Карло Велики и његова пратња сматрали заклињањем због звукова које је емитовао и трикова које је сваки пут приказивао кад је откуцано време по сату. Делови фикционе Хиљаду и једне ноћи смештени су на Харунов двор, а неке од прича овог дела укључују и самог Харуна. Харунов живот и двор били су предмет многих других прича, како чињеничних тако и измишљених.

## Младост
Харун је рођен у Рају, тада део Џибала у Абасидском калифату, у данашњој провинцији Техеран, Иран. Био је син ал-Махдија, трећег абасидског халифе (владао 775–786), и његове жене ал-Кајзуран, (бивше робиње из Јемена), која је била жена снажне и независне личности која је у великој мери и одлучно утицала на државне послове у време владавине њеног мужа и синова. Одрастајући Харун је студирао историју, географију, реторику, музику, поезију и економију. Међутим, већину свог времена посветио је савладавању хадиса и Курана. Поред тога, прошао је напредно физичко васпитање као будући муџахид, и као резултат тога, вежбао је мачевање, стрељаштво и научио вештину ратовања. О његовом датуму рођења се расправља, а различити извори наводе датуме од 763. до 766. године.
Пре него што је постао калиф, 780. и поново 782. године, Харун је већ номинално водио кампање против традиционалног непријатеља Калифата, Источног римског царства, којим је владала царица Ирена. Ова потоња експедиција је била огроман подухват и стигла је чак до азијских предграђа Цариграда. Према муслиманском хроничару Ел-Табарију, Византинци су изгубили десетине хиљада војника током Харуновог похода, а Харун је ангажовао 20.000 мазги да пренесу плен. По повратку у царство Абасида, цена мача је пала на један дирхам, а цена коња на један златни византијски динар.
Харунови напади на Византинце подигли су његов политички имиџ и када се вратио, добио је псеудоним „ал-Рашид”, што значи „исправно вођен”. Он је унапређен у престолонаследника и добио је одговорност да управља западним територијама царства, од Сирије до Азербејџана.

## 500 година владавине породице Абасида
Неслагања међу Арапима, али и међу поробљеним народима, појавила су се 750. године. Омајаде је збацила породица Абасида која је затим 500 година владала исламским светом. Абасиди потичу од Мухамедовог стрица Ал Абаса. Под Ел Мансуром, њиховим првим халифом, они су 762. године преместили престоницу у нови град Багдад и прихватили многе персијске и грчке обичаје.
Њихов најпознатији владар био је Харун ал Рашид (786—809), пети халиф, савременик Карла Великог син халифа Ал Махдија и бивше робиње Ал Кхајзуран.
Харун ал Рашид је преузео калифат од свог брата Хадија. Хади је наследио абасидски калифат након Махдијеве смрти. Хадијева мајка Хајзеран рођена је у граду Реј у Ирану. Неарапско порекло Хадијеве мајке изазвало је незадовољство међу Арапима тако да су многи желели да калифат преузме Хадијев брат Харун, чија мајка је била Арапкиња. То незадовољство је произвело и повремене сукобе, а на крају је калиф Хади и убијен. Након убиства Хадија, калифат је преузео његов брат Харун.

## Ратови са Византијским царством
Као веома млад, од 791. до 806. године водио је рат са Византијским царстом, који је на крају добио. У својих 23 године је постављен за гувернера Јерменије, Азербејџана, Египта, Сирије и Туниса. Постао је халиф после његовог старијег брата Хадија.

## Процват у уметности и науци
Своју владавину је започео постављањем способних управитеља који су бринули о халифату тако да побољшају имовно стање људи. Изградио је палату у Багдаду, надалеко чувену и лепу, какву ни један халиф пре њега није имао. У њој је сместио свој двор и живео у великом сјају, са свитом од преко стотину дворана и робова.
Био је веома брижан и праведан. Понекад је прерушен ишао по улицама и базарима Багдада ослушкујући да ли је народ задовољан његовом владавином или не. У ово време Багдад је био чувен по својим школама и учитељима.
И поред ратова, нашао је времена да подстиче науку и уметност, повезујући персијске, грчке, арапске и индијске утицаје. Багдад је постао светски центар за астрономију, математику, географију, медицину, право и филозофију. Двор у Багдаду место је где се дешава велики део Хиљаду и једне ноћи, књиге у којој се и данас ужива.

## Распад царства
Под каснијим халифима, неке покрајине су постале независне, али су још увек поштовале ислам, његове прописе и културу. Абасидски халифи брзо су губили моћ и постајали духовне вође. Муслиманско царство се поделило на емирате који су имали успоне и падове у различитим периодима. Ипак, муслимански свет је деловао као једна цивилизација са много различитих центара.
Ал Махди умире 785. а Ал Хаџи мистериозно умире 786. године (био је убијен од Ал Хајзуран) и Харун постаје халиф у септембру 786. године. Велики везир Бармакидс постаје администратор. Ал Кхајзуран умире 789. и Бармакидс практично преузима управљање царством од Харуна.
Делови царства тражили су независност, али Харун ал Рашид је успео да их покори. Регионалне династије су плаћале годишњи намет, а заузврат су добијале полу-аутономију. Харун се обогатио али је то слабило његову снагу у халифату. Такође, халифат је био подељен између Харунових синова Ал Амина и Ал Мамуна, који су после очеве смрти заратили.

## Хронологија догађаја
- 763. рођен је Харун ал Рашид, син халифа Ал Махдија и бивше робиње Ал Хајзуран.
- 780. поставља се за предводника војне експедиције против Византије.
- 782. поставља се за предводника војне експедиције против Византије све до Босфора. Мировни преговор је потписан по повољним условима. Харун је примио почасну титулу ал Рашид и друко име и самим тим проходност према трону халифа а такође је постаи и гувернер Јерменије, Азербејџана, Египта, Сирије и Туниса.
- 786. у септембру, умире Харунов старији брат ал Хади.
- 789. Ал Хајзуран умире и сва власт прелази у руке Харуну.
- 791. рат са Византијом.
- 800. Харун именује новог гувернера Туниса.
- 807. Харунове војска осваја Кипар.
- 809. за време путовања по источним провинцијама царства умире Харун. Ал Амин се проглашава за халифа.